# 会津美里町
会津美里町（あいづみさとまち）は、福島県大沼郡に属する町。会津地方に含まれる。

## 地理

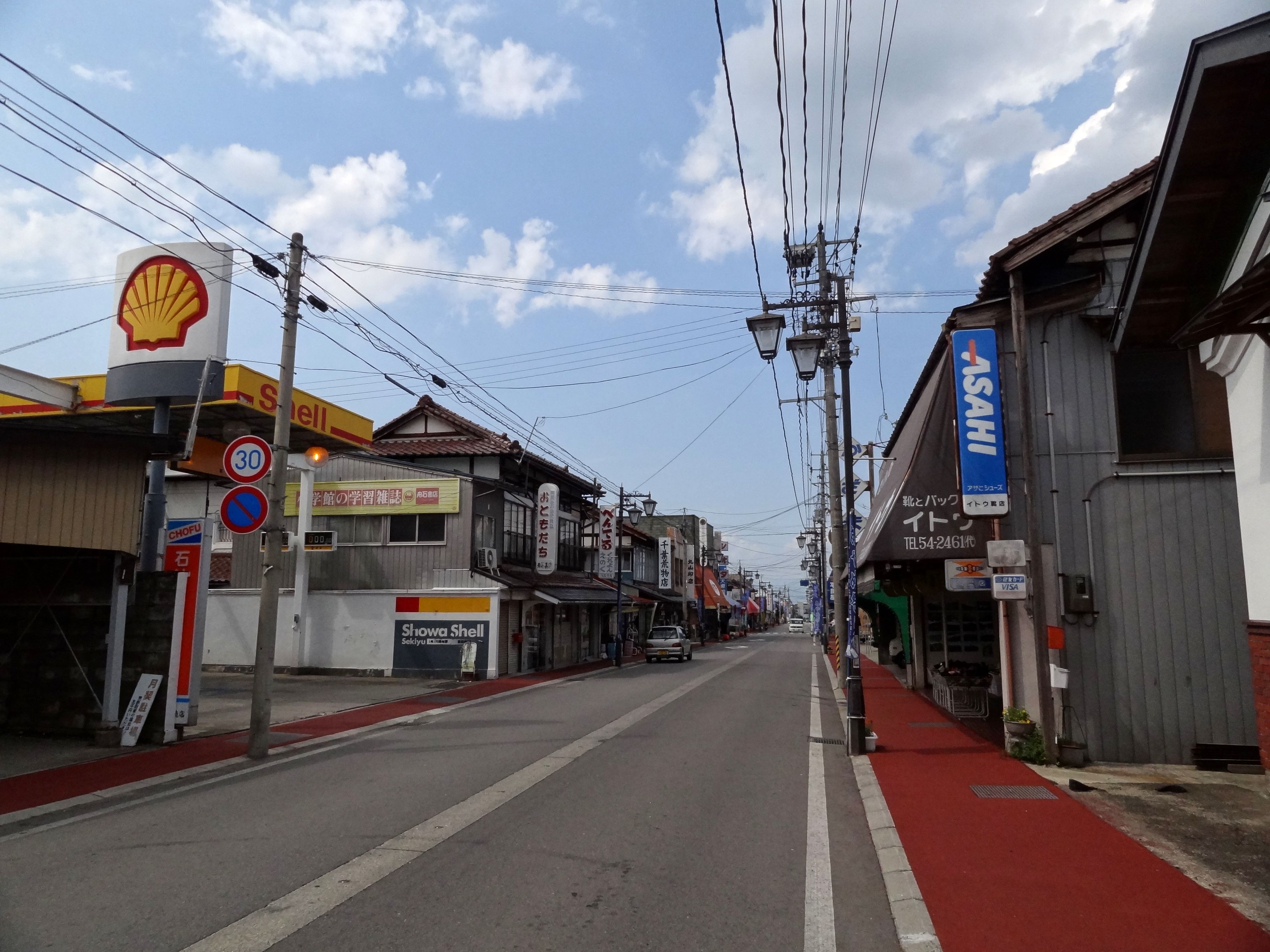
会津美里町中心部

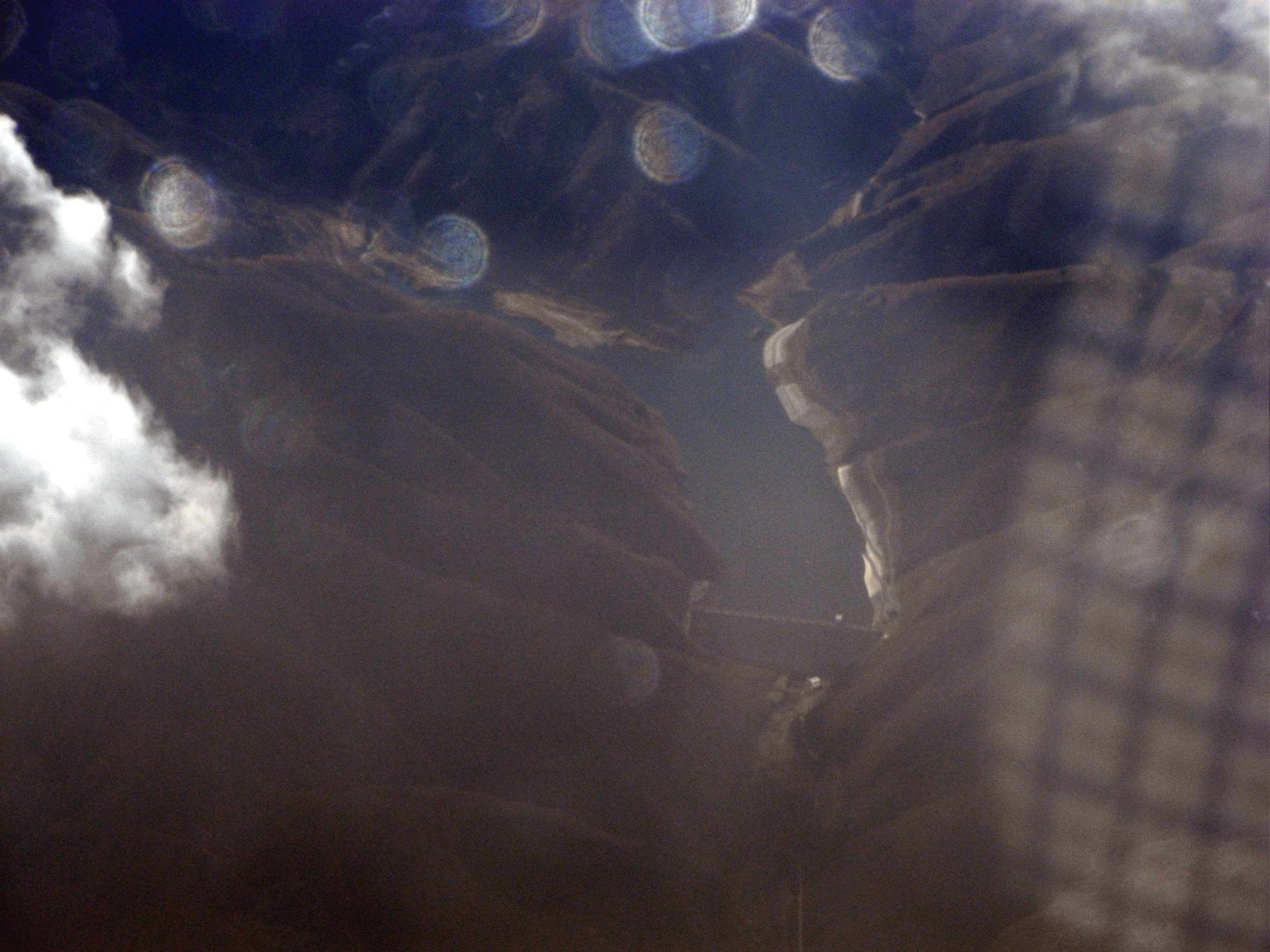
新宮川ダム湖

会津盆地の南西部を占める。中央を宮川（鶴沼川）が南西から北東に流れ、会津若松市との境界付近からは北よりに流れを変える。
北部・東部は盆地の平野部が広がり、コシヒカリ、ひとめぼれなどを中心とした稲作が盛んである。南部・西部は山間地となっており会津高原へとつながる。山沿いなどではブドウ、オタネニンジン、ソバ、野菜類などが栽培されている。
- 山 ：博士山、明神ヶ岳
- 河川：阿賀川（大川）、宮川（鶴沼川）、赤沢川、佐賀瀬川、氷玉川
- 湖沼：新宮川ダム、鶴沼川防災ダム（宮川ダム、二岐ダム、栃沢ダム）

### 人口
| 会津美里町（に相当する地域）の人口の推移 \| 1970年（昭和45年） \| 30,036人 \| \| \| 1975年（昭和50年） \| 27,973人 \| \| \| 1980年（昭和55年） \| 27,945人 \| \| \| 1985年（昭和60年） \| 27,705人 \| \| \| 1990年（平成2年） \| 27,211人 \| \| \| 1995年（平成7年） \| 27,039人 \| \| \| 2000年（平成12年） \| 26,172人 \| \| \| 2005年（平成17年） \| 24,741人 \| \| \| 2010年（平成22年） \| 22,737人 \| \| \| 2015年（平成27年） \| 20,913人 \| \| \| 2020年（令和2年） \| 19,014人 \| \| |          |  |
| 総務省統計局 国勢調査より |          |  |
| 1970年（昭和45年） | 30,036人 |  |
| 1975年（昭和50年） | 27,973人 |  |
| 1980年（昭和55年） | 27,945人 |  |
| 1985年（昭和60年） | 27,705人 |  |
| 1990年（平成2年） | 27,211人 |  |
| 1995年（平成7年） | 27,039人 |  |
| 2000年（平成12年） | 26,172人 |  |
| 2005年（平成17年） | 24,741人 |  |
| 2010年（平成22年） | 22,737人 |  |
| 2015年（平成27年） | 20,913人 |  |
| 2020年（令和2年） | 19,014人 |  |

### 隣接している自治体
- 会津若松市
- 河沼郡：会津坂下町、柳津町
- 大沼郡：昭和村
- 南会津郡：下郷町

## 歴史

### 年表
- 2005年（平成17年）10月1日 - 大沼郡会津高田町・会津本郷町・新鶴村が合併して会津美里町が発足。
- 2019年（令和元年）5月7日 - 会津美里町役場本庁舎及び複合文化施設（じげんプラザ）が開庁[1]。

## 行政

### 歴代町長
| 代   | 氏名     | 就任日         | 退任日       | 備考                              |
| ---- | -------- | -------------- | ------------ | --------------------------------- |
| 初代 | 渡部英敏 | 2005年11月13日 | 2021年3月8日 | 2021年2月25日、官製談合容疑で逮捕 |
| 2代  | 杉山純一 | 2021年4月25日  | 現職         |                                   |

### 町役場
- 会津美里町役場本庁舎及び複合文化施設（じげんプラザ）
- 会津美里町役場本郷庁舎
- 会津美里町役場新鶴庁舎

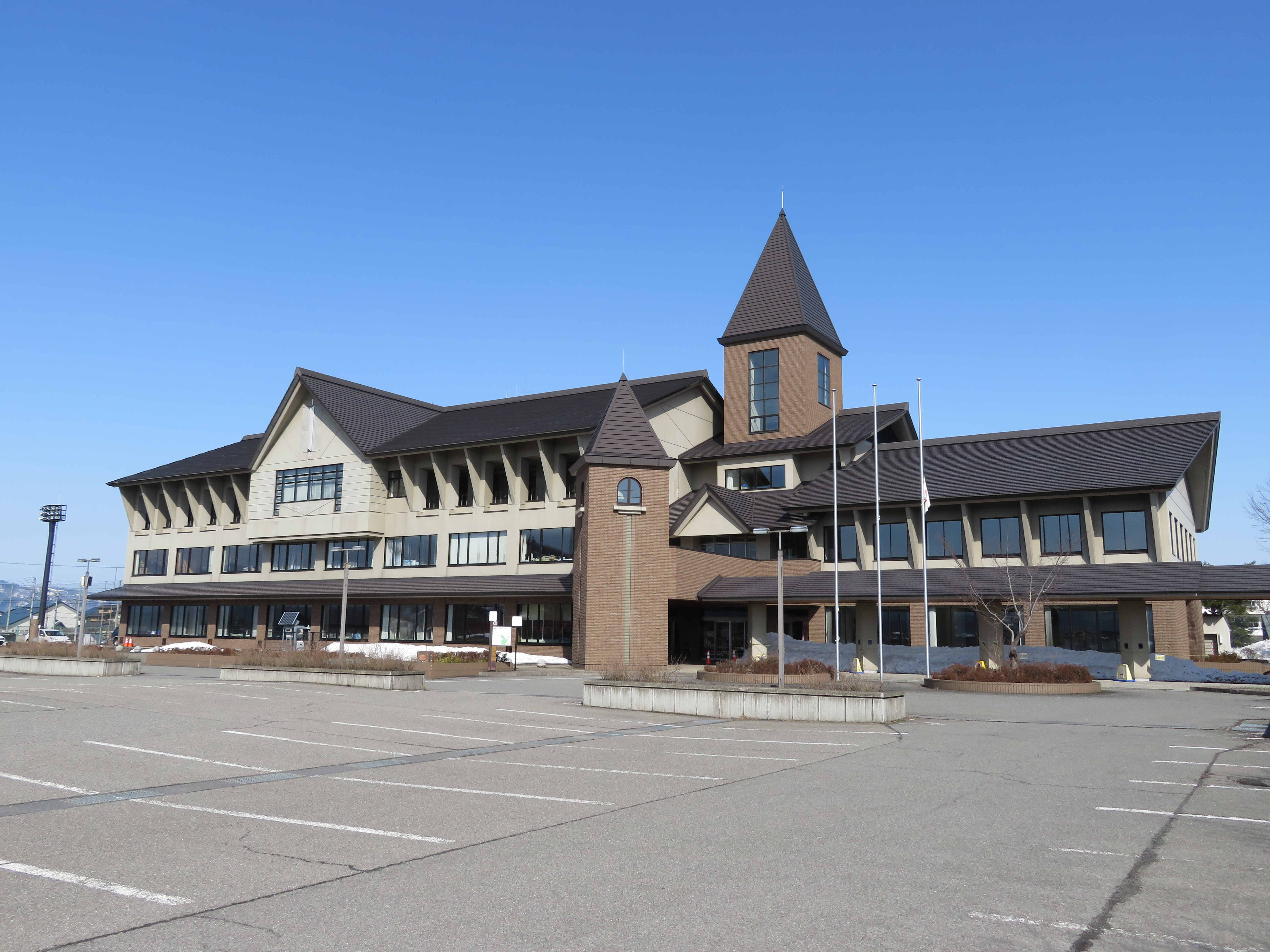
本郷庁舎（旧会津本郷町役場庁舎）
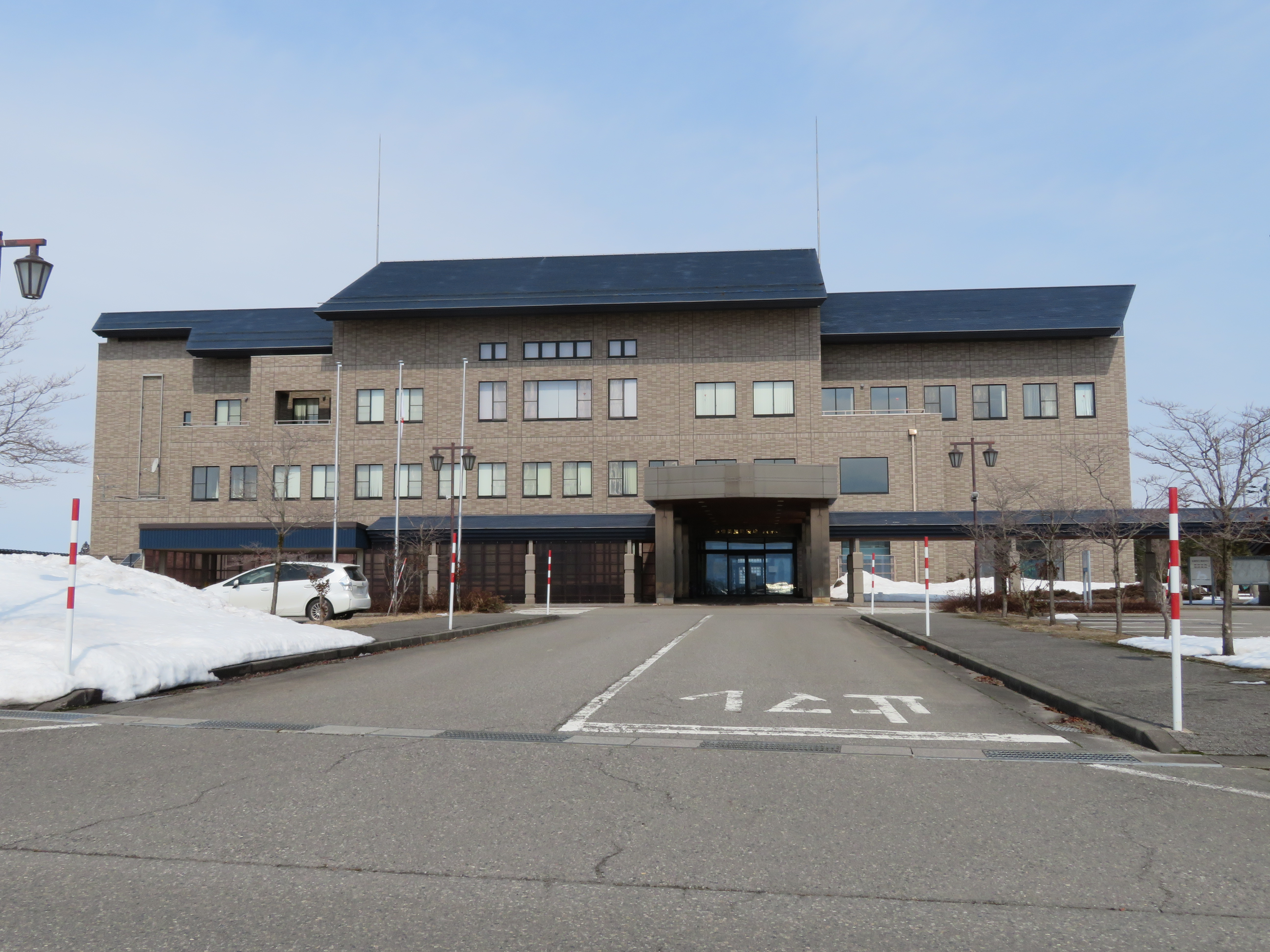
新鶴庁舎（旧新鶴村役場庁舎）

### 姉妹都市・提携都市
- 台東区（東京都） - 1986年11月21日友好都市提携
- 楢葉町（福島県） - 2006年2月21日姉妹都市及び災害時相互応援協定締結（1996年8月に旧新鶴村と姉妹都市締結）。[3]
- 那須町（栃木県） - 2015年10月15日友好都市及び災害時相互応援協定締結[4]

## 郵便
郵便局
- 会津高田郵便局（集配局）
- 会津本郷郵便局（集配局）
- 新鶴郵便局（集配局）
- 会津赤沢郵便局
- 永井野郵便局

簡易郵便局
- 旭簡易郵便局
- 東尾岐簡易郵便局
- 西本簡易郵便局
- 安田前簡易郵便局

## 教育

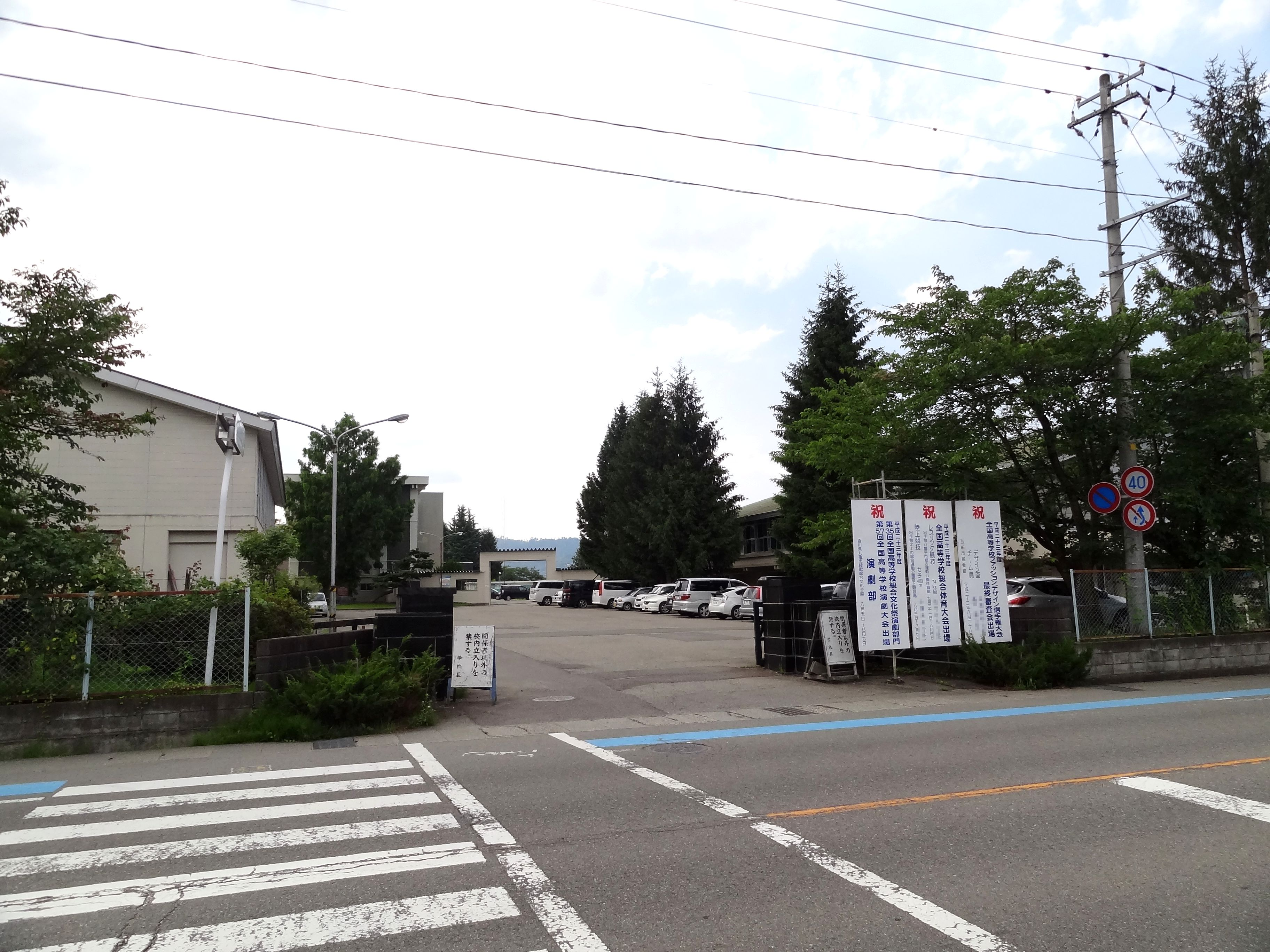
福島県立会津西陵高等学校

### 小学校
- 会津美里町立高田小学校
- 会津美里町立新鶴小学校
- 会津美里町立本郷小学校
- 会津美里町立宮川小学校

### 中学校
- 会津美里町立高田中学校
- 会津美里町立新鶴中学校
- 会津美里町立本郷中学校

### 高等学校
- 福島県立会津西陵高等学校

## 交通

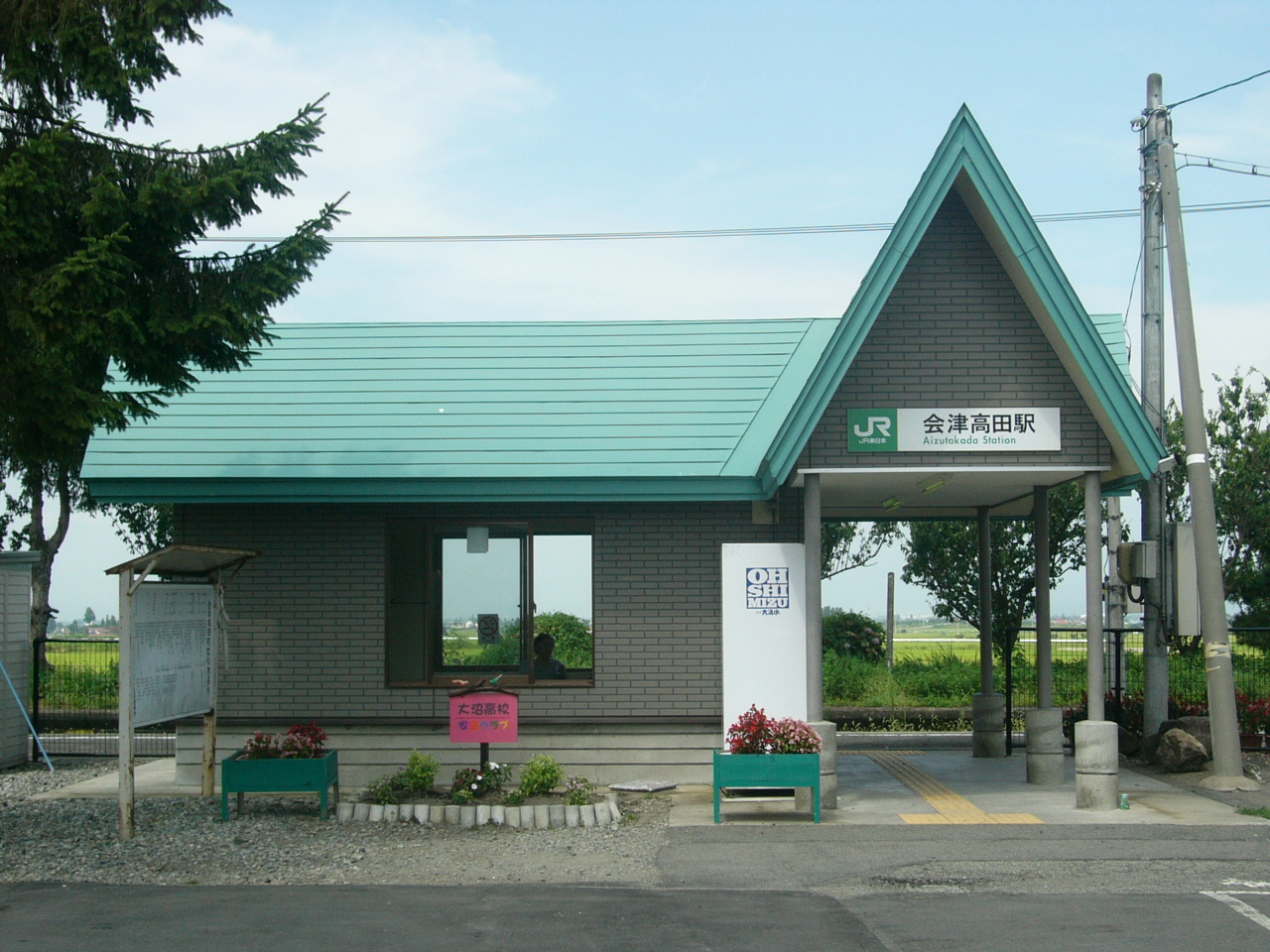
会津高田駅

### 鉄道
東日本旅客鉄道（JR東日本）
- 只見線：会津高田駅 - 根岸駅 - 新鶴駅

この他、会津若松市内に位置する会津本郷駅も当町に近い。

### バス
- 会津乗合自動車

### 道路
- 磐越自動車道
  - 新鶴PA/SIC

- 国道401号（博士峠は冬季閉鎖）
- 福島県道22号会津坂下会津高田線
- 福島県道23号会津高田上三寄線
- 福島県道53号会津高田柳津線
- 福島県道59号会津若松三島線
- 福島県道72号会津坂下会津本郷線
- 福島県道365号赤留塔寺線

## 名所・旧跡・観光スポット・祭事・催事

### 温泉
- 町内には温泉施設が3箇所ある。点在する温泉施設や各庁舎をつなぐ地域間連絡バスが合併以降2007年（平成19年）9月30日まで運行された。
  - 高田温泉 「あやめの湯」
  - 新鶴温泉健康センター、ほっとぴあ新鶴
  - 会津本郷温泉 「湯陶里（ゆとり）」

### 名所・旧跡
- あやめ苑
- 宮川の千本桜
- 伊佐須美神社
- 向羽黒山城跡 - 国の史跡。
- 蓋沼森林公園　- 蓋沼は福島県指定天然記念物。
- 左下り観音（左下山観音寺）[5]
- 清郷美術館（休館）
- 千歳桜
- 中田観音（普門山弘安寺）
- 龍興寺 - 国宝・一字蓮台法華経を所蔵。
- 法用寺三重塔
- 福生寺観音堂
- 会津薬師寺
- 新富座

### 公園
- 蓋沼森林公園 - 水源の森百選（高田地区）
- ふれあいの森スポーツ公園（新鶴地区）
- 白鳳山公園（本郷地区）

### 祭事・催事
- 大俵引き（1月第二土曜日）
- 文殊祭（2月25日）
- あやめ祭り（6月15日 - 7月5日）
- 御田植祭（7月12日）
- 会津本郷せと市（8月第一日曜日）

### 名産品
- 会津本郷焼
- 高田梅：ゴルフボールほどの大粒で種が小さく（可食部が多い）、歯触りがよい。
- オタネニンジン
- 新鶴ワイン
- 身不知柿 - みしらずがき。柿の木が重みで折れてしまうほど実を付けることから名付けられたとされる。渋柿のため脱渋処理（渋抜き）を施したのち出荷される。

## 著名な出身者
- 天海 - 天台宗の僧侶
- 金田利雄 - 政治家。新鶴村長、福島協和信用組合理事長。
- 渡部英敏 - 政治家。前会津美里町長。
- 松平勇雄 - 政治家。福島県知事、行政管理庁長官。
- 平田紀一 - 政治家。山梨県知事、群馬県知事、富山市長。
- 佐治幸平 - 政治家。若松市長。
- 小池信三 - 実業家。三栄建築設計創業者・社長、メルディアDC社長、湘南ベルマーレ名誉会長。
- 前田實 - 実業家。秋田銀行頭取。
- 山口弥一郎 - 民俗学者（理学博士）
- 小林美登利 - 教育家・牧師。
- 若林健次 - 漫画家。
- 小林典子 - アナウンサー。
- 水戸光子 - 女優。
- 金成裕也 - お笑いコンビ「スゲーニョ」メンバー。会津美里町観光大使。